# 江の島道
江の島道（えのしまみち）は旧藤沢宿から龍口を経て江の島に至る旧道。また鎌倉街道を小袋谷から分岐し龍口を経て江の島にいたる旧道も江の島道と呼ばれた。いずれの旧道も江の島へ向かう遊山客や地域住民の生活路としてにぎわい、多くの寺社・旧家が立ち並んでいたが、明治時代以降になると鉄道・新道の開通によって廃れていった。現在では要所要所に残されている道標などが往時の姿をしのばせている。この道標には江の島と深い縁を持つ杉山検校が建てたものが多い。

## 藤沢宿から江の島にいたる道

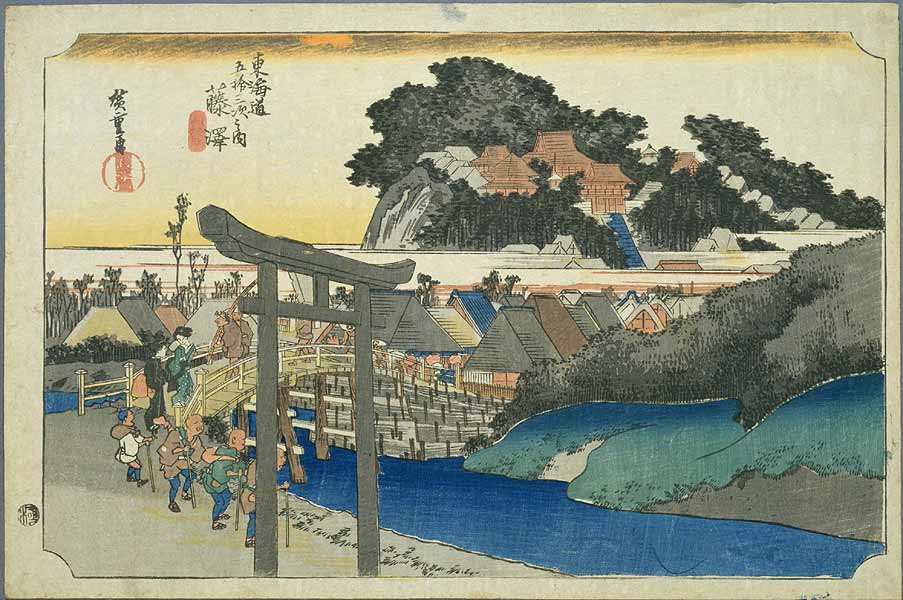
藤沢宿（歌川広重『東海道五十三次』）

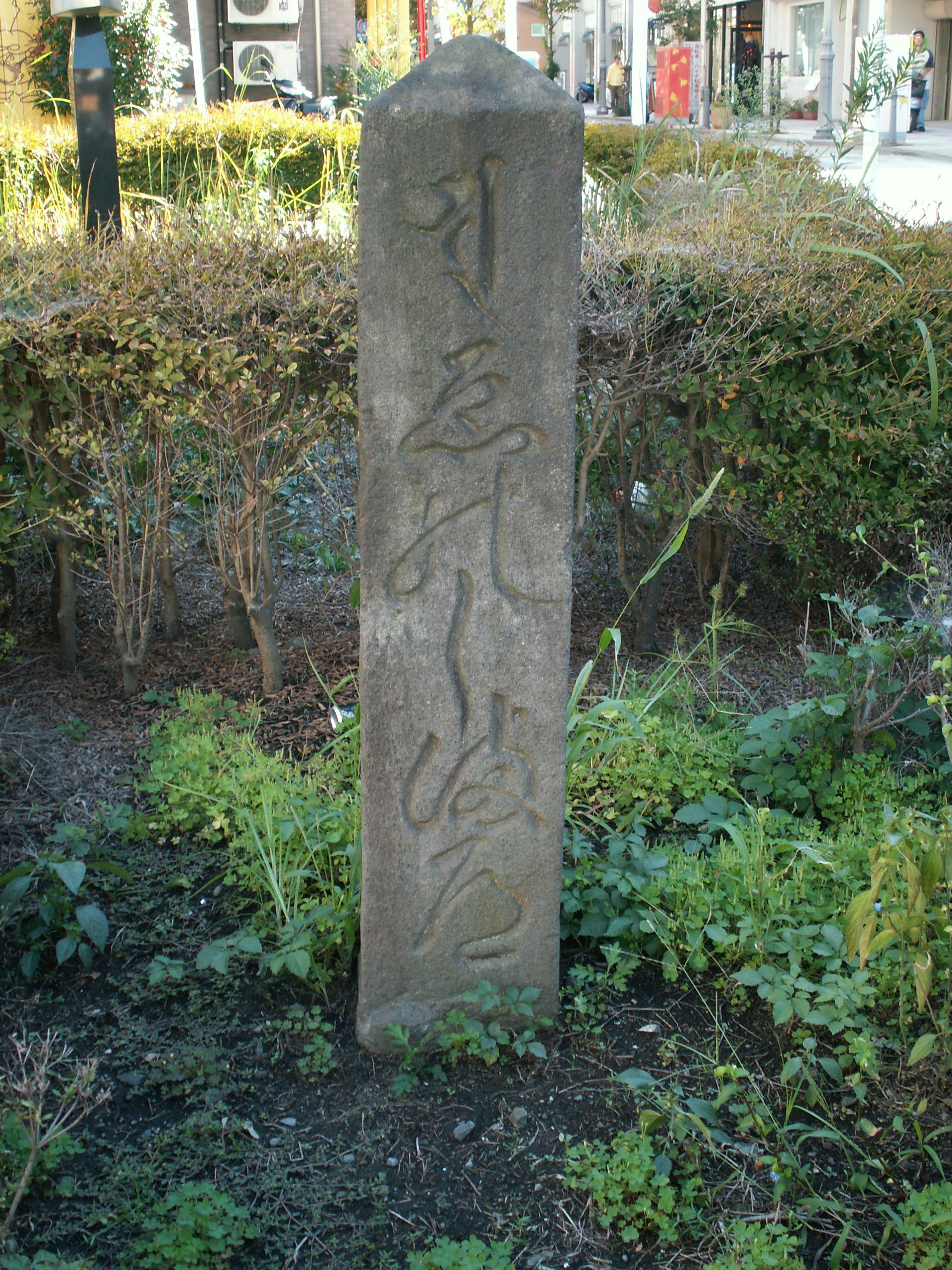
江ノ島道の道標（遊行通り分岐点にて撮影）

この江の島道は旧藤沢宿（現在の清浄光寺（通称・遊行寺）周辺）から江の島までの約1里(4Km（キロメートル）)を結ぶ旧道で、龍口までは現在の国道467号とほぼ並行している。
清浄光寺門前の遊行寺橋はかつて大鋸（だいぎり）橋という名で、旧東海道が境川を渡る橋であった。明治初期まではこの橋のたもとに大きな鳥居が立っており、多くの浮世絵に描かれている。この鳥居は江島神社の一の鳥居と称され、江の島道の入口にあたっていた。鳥居の脇には道標が立っていたという。現在清浄光寺内真徳寺の庭内に「江の島弁才天道標」がある。鳥居は関東大震災後の道路の拡幅工事等で撤去され、1881年（明治14年）に建てられた3代目の鳥居の袴石は清浄光寺の宝物館の前に保存されている。
ここから国道467号を100メートルほど南下すると、旧江ノ島道への入り口がある。そこから蔵前、遊行通りを通過すると藤沢駅に至る。並行している国道467号のこの部分は、明治初期まで川であった（境川）。
遊行通りの入り口には杉山検校が建てた道標が残っている。「遊行通り」は、神奈川県道306号藤沢停車場線と名を変え藤沢駅北口に達する（ここから左折して進んだところに藤沢市役所新館があり、その脇に杉山検校が建てた道標2基が並んでいる。これらは国道467号の東側にある本館前庭から近年移されたもので、もともとは藤沢宿近くと辻堂から移設されたものである。これ以外に「従是右江嶋遍/當所龍口」と刻まれた平頭角柱型道標も並んでいる）。
藤沢駅北口広場からは東海道本線の下を歩行者用の地下道で抜けることができる。地下道を出たところが南口広場で、正面に江ノ島電鉄線藤沢駅と小田急百貨店藤沢店が入る江ノ電ビルが建っている。そのビルの東側から鵠沼石上地区を南下する「ファミリー通り」商店街がかつての江の島道である。1km弱で緩やかな下り坂になり、下りきったあたりがかつて「石上の渡し」があった場所である。境川はここから江ノ島電鉄線のあたりまで曲流していた。
そのまま進むと道は東にカーブし、国道467号と交差して「上山本橋」で境川を渡る。橋の先にはミネベアミツミの工場があり、道は南にカーブする。工場入り口を過ぎたフェンス沿いに1730年（享保15年）建立の鎌倉道道標を兼ねた庚申塔がある。ここを進むと川沿いの道になり、「新屋敷（あらやしき）橋」のたもとで川から離れて緩やかな上り坂になる。
坂を登り切ってしばらく進むと左側に藤沢市立片瀬小学校がある。片瀬小学校の南門脇に杉山検校が建てた道標がある。左奥に泉蔵寺があり、その先で三叉路となるが、左が江の島道である。緩やかなカーブを繰り返す道を道なりに進むと、左奥に密蔵寺がある。山門前に「弘法大師道」と刻まれた道標があり、別の面には「向 江嶋道」と刻まれている。これは杉山検校の道標ではない。密蔵寺の先で三叉路となり、右面に左ゑのし満遍と刻まれた庚申塔と並んで杉山検校が建てた道標が見られる。左が江の島道である。道は緩やかに右にカーブし、しばらくはほぼ直進する。
次に緩やかに左カーブする右側に「片瀬市民センター」があり、その前にも杉山検校が建てた道標が立っている。藤沢市史には2基が記録されている。その先左手に「西行の戻り松」があり、その脇にも杉山検校が建てた道標が見られる。この道標には「西行のもどり松」と裏面に刻まれており、わざわざその裏面が見えるように設置されている。さらに道なりに進むと、上方に湘南モノレールの湘南江の島駅が見えてくる。その手前の三叉路には石造道標があり、右面に「従是右江島遍」、左面に「左龍口遍」の文字が深く彫られている。右手すぐの駅前の交差点で国道467号を渡ると、間もなく江ノ島電鉄の踏切になる。左手が江ノ島駅である。
ここから先は「州鼻通り」と呼び、両側に土産物店、飲食店、旅館などが並ぶ観光地らしい通りとなる。「州鼻通り」の道沿い右手にも最後の杉山検校が建てた道標がある。これはここから170mほど先の地中に埋まっていたものが工事の際に掘り出されたもので、頭部が一部欠落している。「州鼻通り」を抜けると右に小田急江ノ島線の片瀬江ノ島駅に渡る「弁天橋」があり、直進すると国道134号の交差点になる。歩行者は地下道を利用する。抜けるとそのまま江の島に渡る「江の島弁天橋」に達する。
なお、1902年に藤沢 - 片瀬間が開通した江之島電氣鐵道は、計画段階ではこの江の島道を路面電車として敷設される予定だった。ところが当時300人はいたという人力車夫の猛反対により、現行路線に変更されたという。このことは鵠沼海岸別荘地の発展と片瀬地区の衰退をもたらした。また、鵠沼の地主髙瀨彌一は「江之島水道株式会社」を設立し、自邸内の井戸水を江の島道の地下に埋設した水道管によって、1926年12月14日江の島まで送水することに成功した。

## 小袋谷から江の島にいたる道

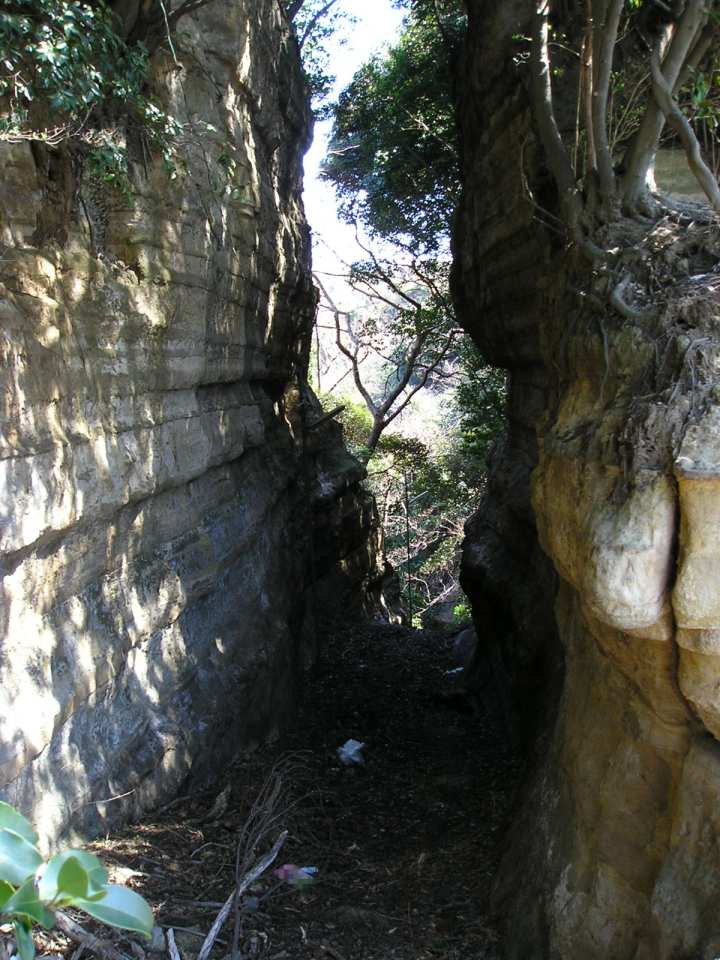
谷戸坂の切り通し（津村方面より撮影）

この江の島道は小袋谷村（現在の鎌倉市小袋谷）水堰橋（現在の神奈川県道302号小袋谷藤沢線上）で鎌倉街道（旧道）から分岐し、山沿いの道を深沢を経由して青蓮寺のあたりに抜け、津村・腰越村・龍口を経て江ノ島に至る旧道である。
津村・腰越のあたりは現在の神奈川県道304号腰越大船線とほぼ並行していたことがわかっているが、深沢周辺は東日本旅客鉄道大船工場をはじめ数々の工場の進出により道が寸断され、旧道の位置について正確にはわからなくなってしまっている。
なお青蓮寺付近にある谷戸坂の切り通し（現在は崩落の危険があるため通行はできない）は近世期の姿をそのまま残しており、1998年（平成10年）には鎌倉市の「鎌倉景観百選」にも選ばれた。

## その他の江の島道
- 江の島裏街道
  - 藤沢市鵠沼神明の浄土宗法照寺参道入口の左側に杉山検校が建てた江の島弁才天道標が立っている。これはもともとこの場所にあったものではなく、1929年に敷設された小田急江ノ島線の線路敷や1937年に開設された日本精工藤沢工場敷地にあったものを、他の庚申塔や道祖神塔などと共に法照寺境内に集められたものと考えられている。工場建設以前の地図によれば、工場北部を通る「中学通り」（現在は「湘南通り」とも呼ばれる。かつての湘南中学、現在の神奈川県立湘南高等学校に沿うことによる。この道は古くは鎌倉街道のひとつであり、現在の神奈川県道32号藤沢鎌倉線に繋がっていた）から分岐し、ほぼ現在の小田急江ノ島線と平行に東海道本線一本松踏切に至る道路が見られる。これがかつての江の島道であり、この途中あるいは中学通りとの分岐点に法照寺の道標は立っていたと考えられる。一本松踏切の先で左折した道は、小田急江ノ島線の踏切を渡り、その先で「橘の辻」と呼ばれる三叉路になる。ここに1715年（正徳5年）建立の庚申塔が見られるが、その右側面に「右ゑのしまみち」と彫り込まれている。ここから右に進む道は古い地図には「江の島裏街道」と書き込まれているものがある。そこをたどると藤沢橘通郵便局のある辻に至る。この先は大正後期に行われた宅地造成により道筋が不明になっているが、境川の石上の渡しで藤沢宿からの江の島道に合流していた。

- 浜道
  - 鎌倉時代の文人鴨長明が「浦近き砥上ヶ原に駒止めて固瀬の川の潮干をぞ待」と詠んでおり[1]、海岸線に沿った道の存在が予想される。江戸時代には江戸庶民による大山詣りが盛んになり、その帰途に江の島、鎌倉、金沢八景を回るルートもあったことは、落語の大山詣りにも扱われている。大山と江の島を結ぶ最短ルートとしては、「田村通り大山道」を東海道の四ツ谷に出て、ここから辻堂、鵠沼をたどることが考えられるが、このルートは現在明確ではない。風による砂丘の移動や洪水による引地川河道の移動など、不安定要素が多すぎるためである。ただ、現在藤沢市役所新館脇に移設された杉山検校の江の島弁才天道標がもともと藤沢市辻堂にあったことや、藤沢市道鵠沼海岸線の鵠沼運動公園交差点付近にも杉山検校が建てた江の島弁才天道標があった（現在は近くの民家の庭に移設）ことから、これらを結ぶ江の島道の存在が考えられる。